# Dresdner Hof (Leipzig)

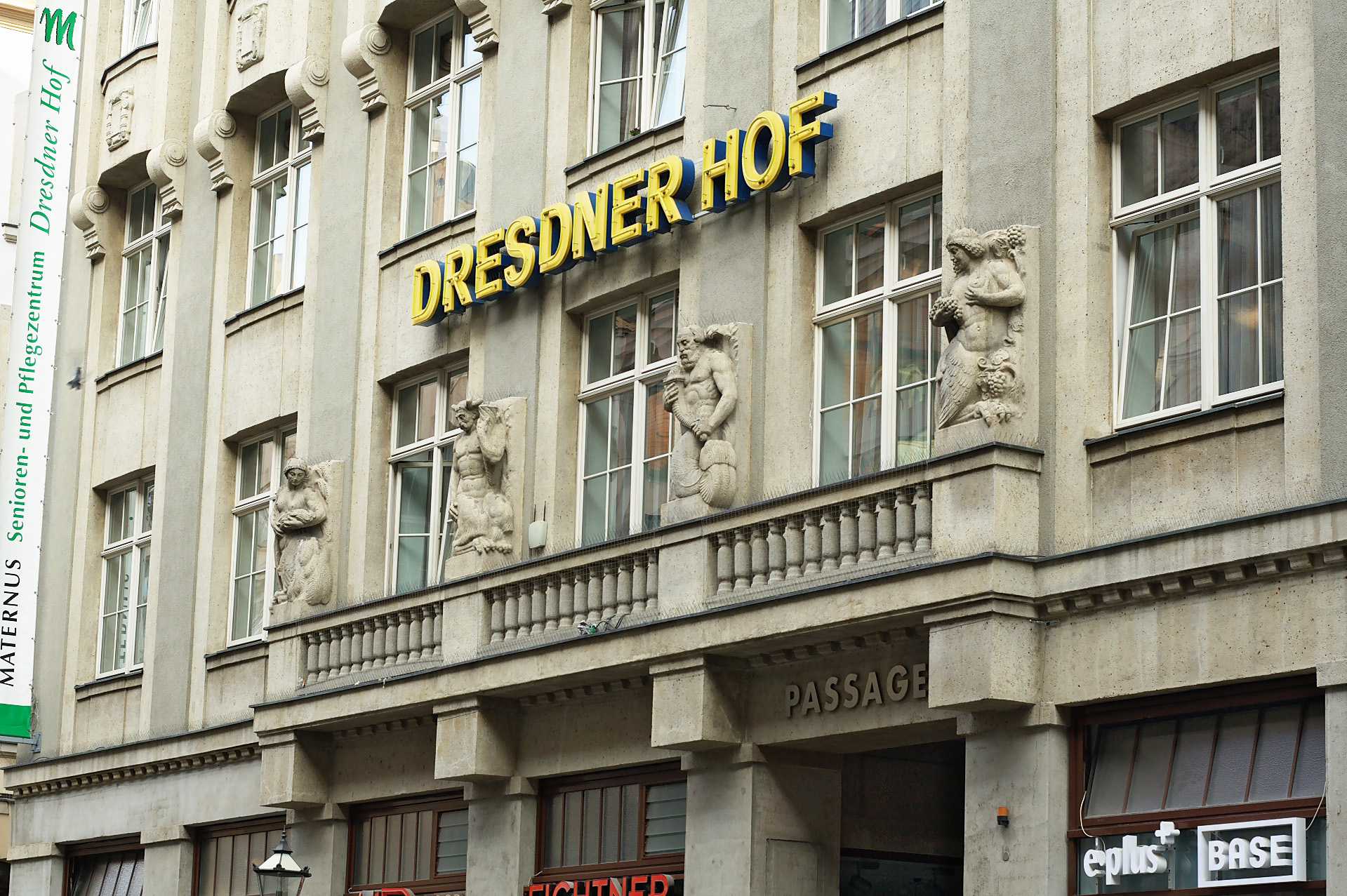
Fassade des Dresdner Hofs am Neumarkt (2010)

Der Dresdner Hof in Leipzig ist ein ehemaliges Messehaus auf dem Eckgrundstück Neumarkt / Kupfergasse. Der überwiegende Teil des Hauses diente bis 2022 als Seniorenwohnheim. Der Dresdner Hof steht unter Denkmalschutz.

## Geschichte
Am 27. September 1911 wurde durch den Kaufmann und Unternehmer Richard Pudor (1875–1950), den Baumeister Adolf Seifert, den Maurermeister Emil Bödemann, den Fleischermeister Richard Nagel und den Rechtsanwalt Rudolf Beier die Bau-Aktiengesellschaft am Neumarkt mit Sitz in Leipzig gegründet, die am Neumarkt (Nr. 21–27), der Kupfergasse (Nr. 2–12) und der Magazingasse (Nr. 7) insgesamt elf Häuser mit dem Ziel erwarb, sie abzureißen und ein großes Messehaus zu errichten. Unter diesen Häusern befand sich auch der Gasthof Kupfergasse 12, der 1677 erstmals als Dresdnische Herberge erwähnt wurde und ab 1842 Dresdner Hof hieß. Hier kehrten besonders die Dresdner Mietkutscher ein. Dieser Name wurde übernommen. Beim Bau des Dresdner Hofs wurde die vorher äußerst schmale Kupfergasse um 3,5 Meter verbreitert.
Als Architekten werden in der angeführten Literatur die Brüder Leopold Stentzler und Alfred Stentzler genannt, die seinerzeit ein gemeinsames Architekturbüro an der Reichsstraße betrieben. Mit dem Abbruch der Bestandsgebäude wurde Anfang April 1911 begonnen. Nach nur elfmonatiger Bauzeit wurde der Stahlbetonbau der Handelsstätte Dresdner Hof zum 1. April 1913 – rechtzeitig zur Frühjahrsmesse – fertiggestellt und bezogen. Die Bauausführung lag bei der Bauunternehmung von Max Pommer, der auch einen Sitz im Aufsichtsrat innehatte. Der Bauschmuck stammte von der Leipziger Bildhauerwerkstatt Wollstädter.
Der Dresdner Hof bot Platz für etwa 600 Aussteller der Branchen Pharmazie, Kosmetik und Haushaltchemikalien. Im Erdgeschoss befand sich die große Bier- und Speisegaststätte Naumannbräu, die mit 1000 Plätzen die größte der Stadt war. Am 22. Februar 1913 eröffnete das Kino Casino-Lichtspiele im Dresdner Hof mit 547 Plätzen, es existierte bis zum 28. März 1993. 1928 wurde im Kellergeschoss nach einem Entwurf des Leipziger Architekten Walter Gruner eine moderne Empfangshalle im Stil des Art déco mit Informationsangebot, Diktier-, Konferenz- und Ruheräumen eingerichtet. Große Teile der Einrichtung sind heute noch vorhanden.
Von Bombenschäden im Zweiten Weltkrieg war der Dresdner Hof nur wenig betroffen, sodass der Messebetrieb bald wieder aufgenommen werden konnte. Er endete 1990 mit dem Übergang zu Fachmessen. Die Räume des Naumannbräu wurden während der DDR-Zeit zum Jugendklub und der Universitätsmensa Kalinin. 1980 zog in den ehemaligen Empfangsbereich im Keller des Hauses das Kabarett die academixer ein, wo es auch heute noch im academixer-Keller residiert.
Ab 1997 wurde der Dresdner Hof umfassend saniert, und die Obergeschosse wurden zu einer Seniorenresidenz mit über 200 Plätzen umgebaut. Sie wurde von der Maternus-Gruppe als Maternus Seniorencentrum Dresdner Hof von 2000 bis 2022 betrieben und dann geschlossen. Die Räume der ehemaligen Kalinin-Mensa wurden 2017 zu einem Veranstaltungsort mit Namen Kupfersaal für bis zu 560 Gästen umgebaut. Der Kupfersaal ist Spielstätte der Vereine Livelyrix und Philharmonie Leipzig.

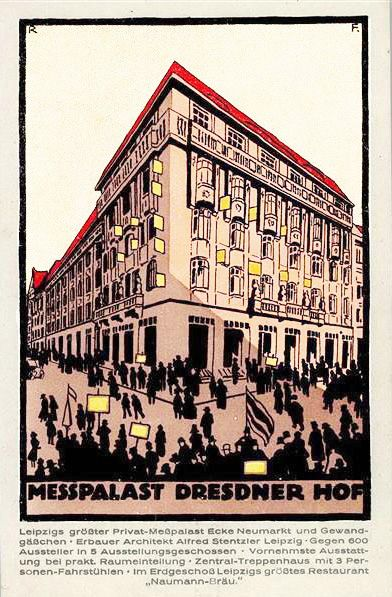
Werbekarte um 1915
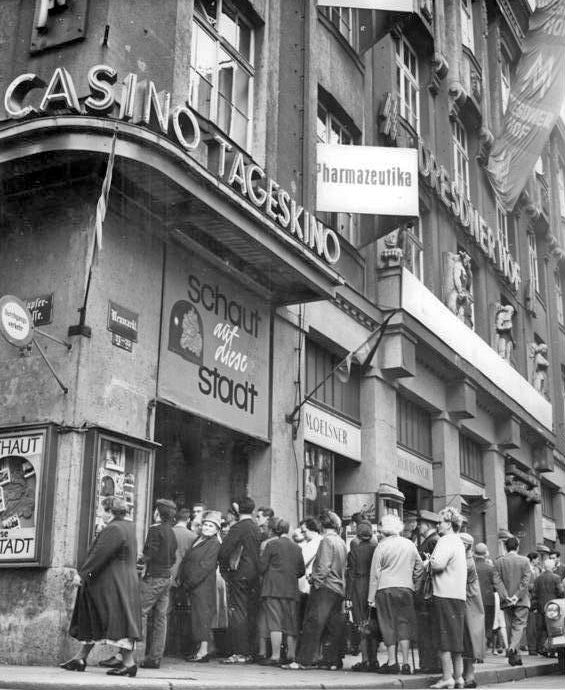
Kino Casino (1962)
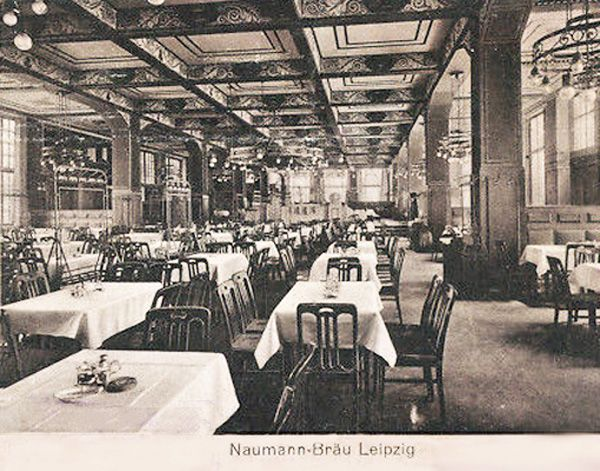
Naumannbräu (um 1915)
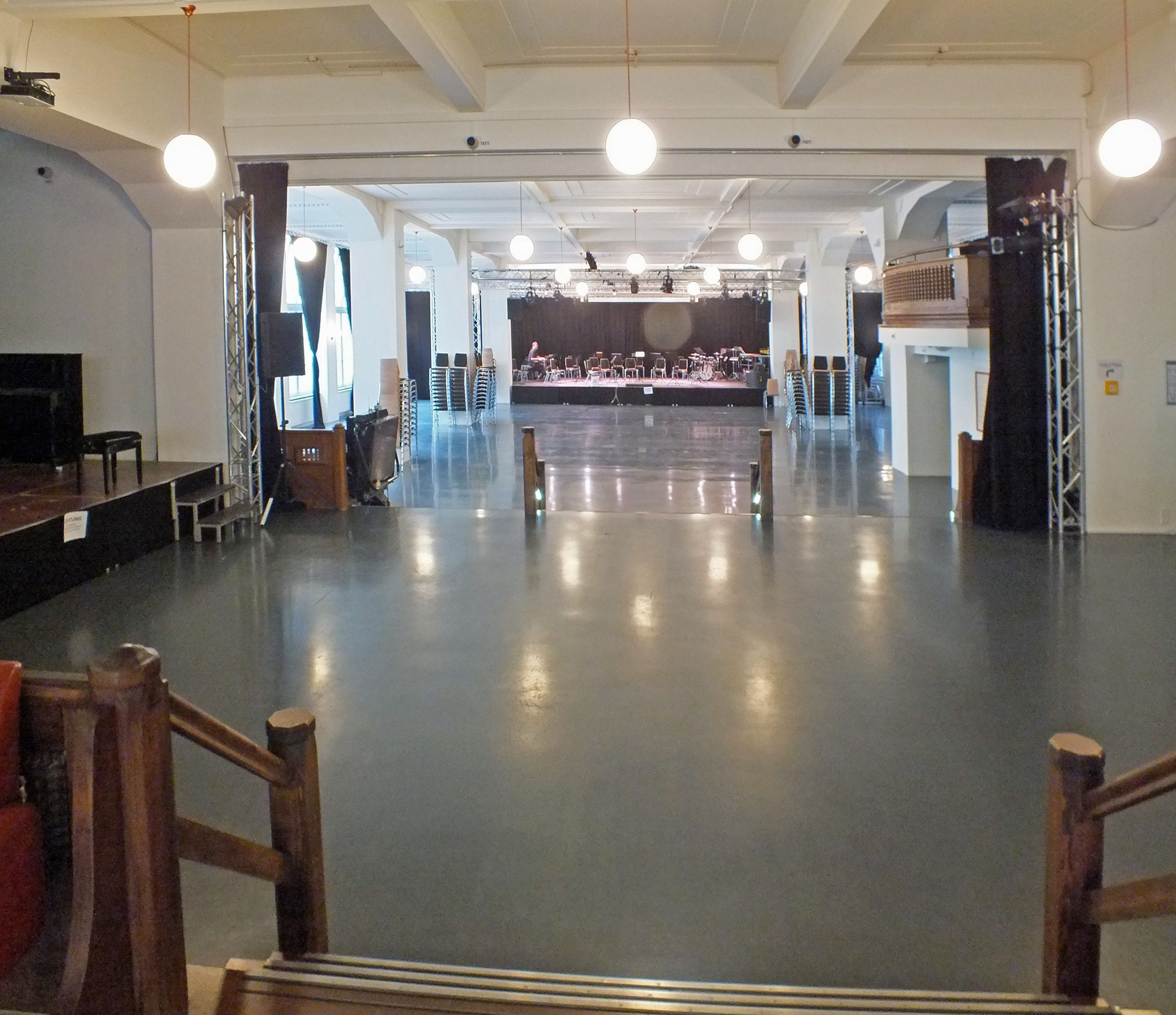
Kupfersaal (2018)

## Architektur
Der Dresdner Hof ist ein dreiflügeliges Gebäude. Der dem Neumarkt zugewandte Teil mit sieben Fensterachsen ist etwa 30 Meter lang, jener entlang der Kupfergasse mit 17 Fensterachsen etwa 70 Meter. Der dritte, etwa ebenso lange, verläuft ohne Straßensicht zwischen Neumarkt und Universitätsstraße bis nahe der Magazingasse.
Die Steinputz-Fassade des fünfgeschossigen Gebäudes ist durch Lisenen gegliedert. Drei Achsen am Neumarkt und zwei am Anfang der Kupfergasse sind im ersten Obergeschoss durch flache Balkone mit allegorischen Figuren betont. Im dritten Obergeschoss sind die Fenster zum Neumarkt und je vier am Anfang und am Ende der Kupfergasse erkerartig leicht ausgestellt. Das vierte Obergeschoss ist hinter einer Balustrade zurückgesetzt. Schmale Baukörper trennen den Dresdner Hof nach Süden vom Nachbargrundstück ab, sodass mit dem Haupttreppenhaus dazwischen zwei Lichthöfe entstehen, die jeweils einen Eckerker besitzen und die seit der Sanierung Glasdächer tragen. Gegenüber dem Treppenhaus ist die alte Pförtnerloge mit der Art-déco-Uhr noch vorhanden. Über die beiden Lichthöfe ist durch von der Seniorenresidenz eingerichtete Türen eine Passage vom Neumarkt in die Kupfergasse möglich. Vom zweiten Lichthof erreicht man über einen offenen Hof zwischen dem Hinterflügel des Dresdner Hofs und dem Schrödter-Haus die Magazingasse.

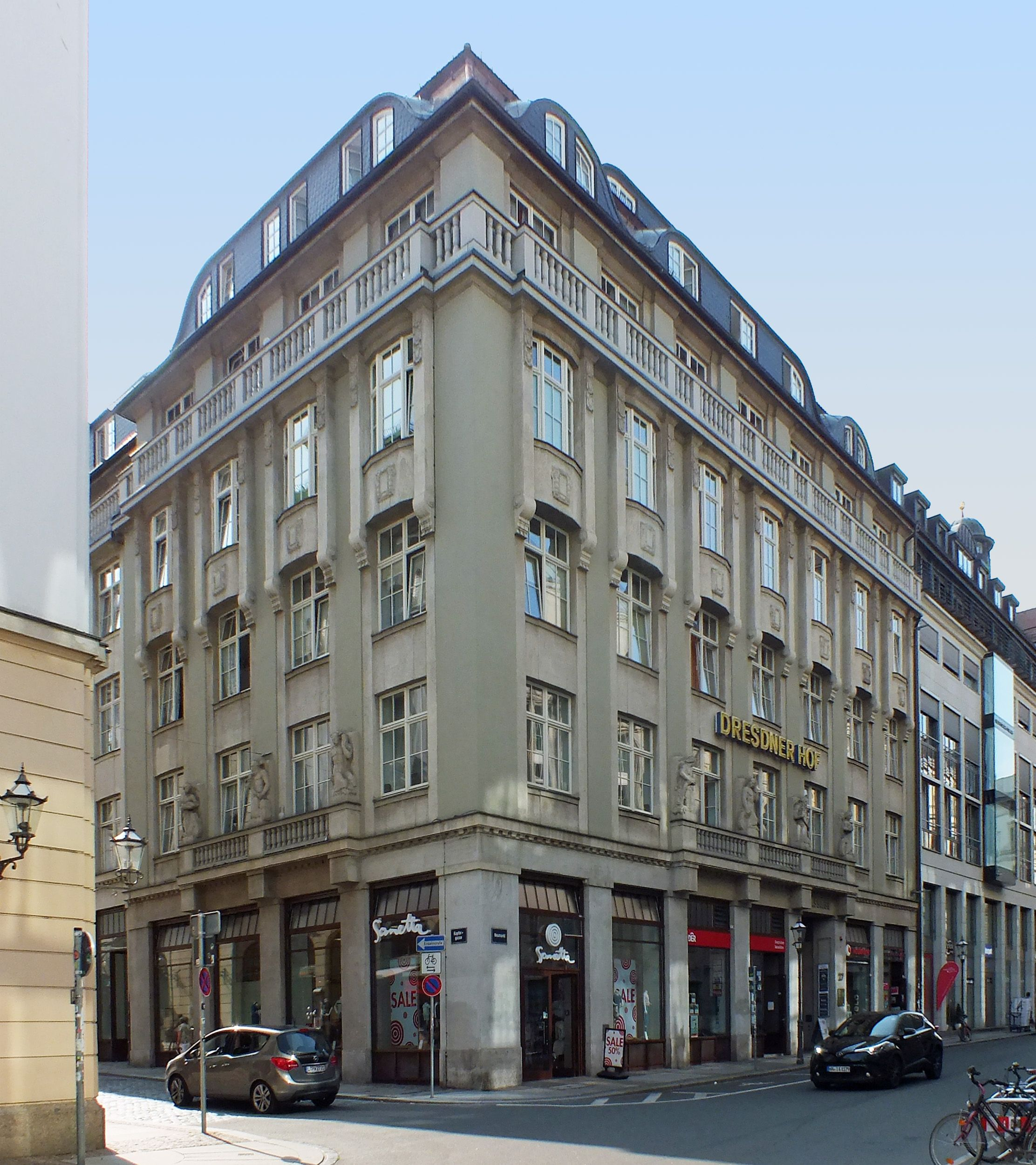
Ecke Kupfergasse / Neumarkt
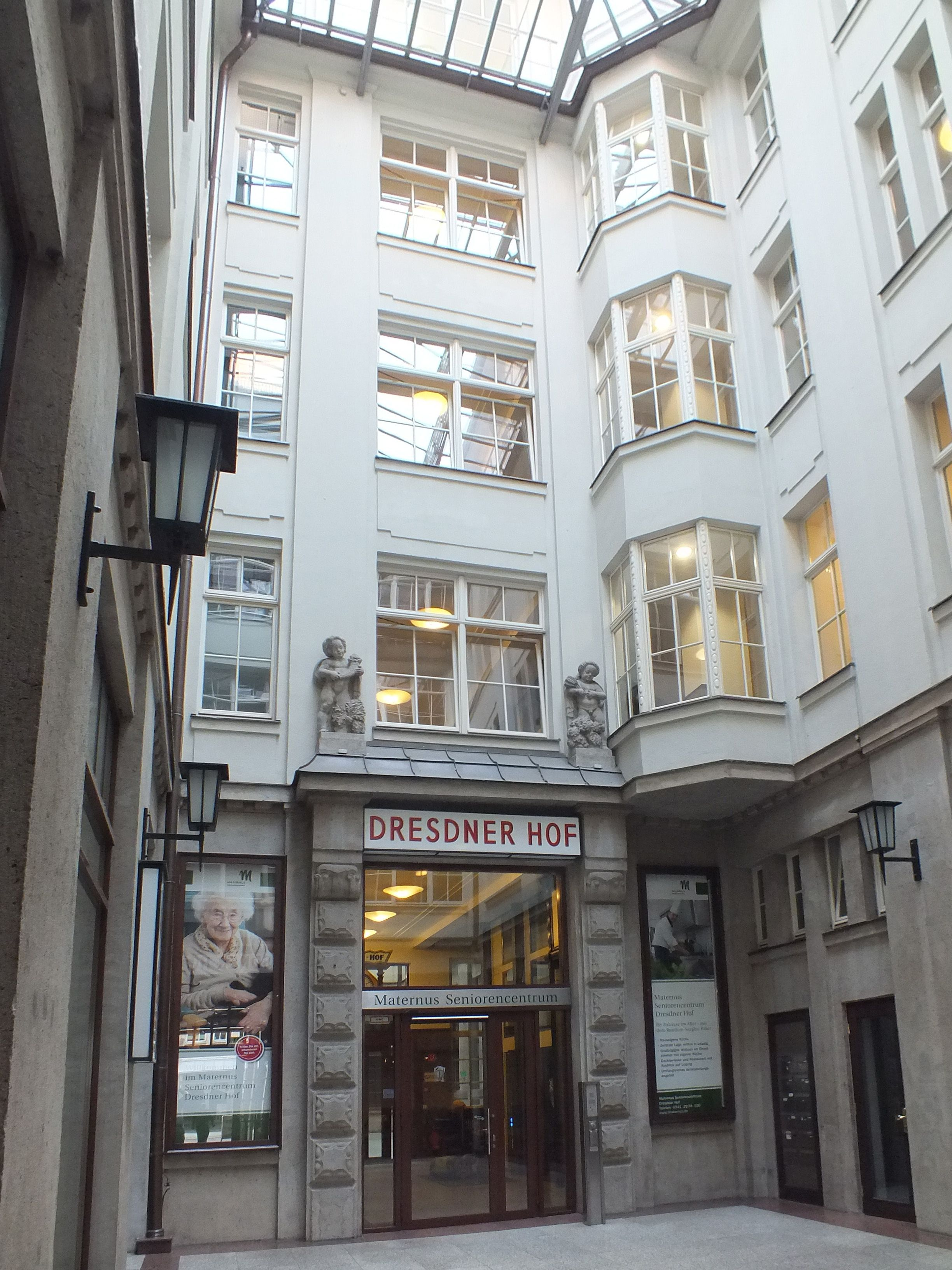
Erster Lichthof
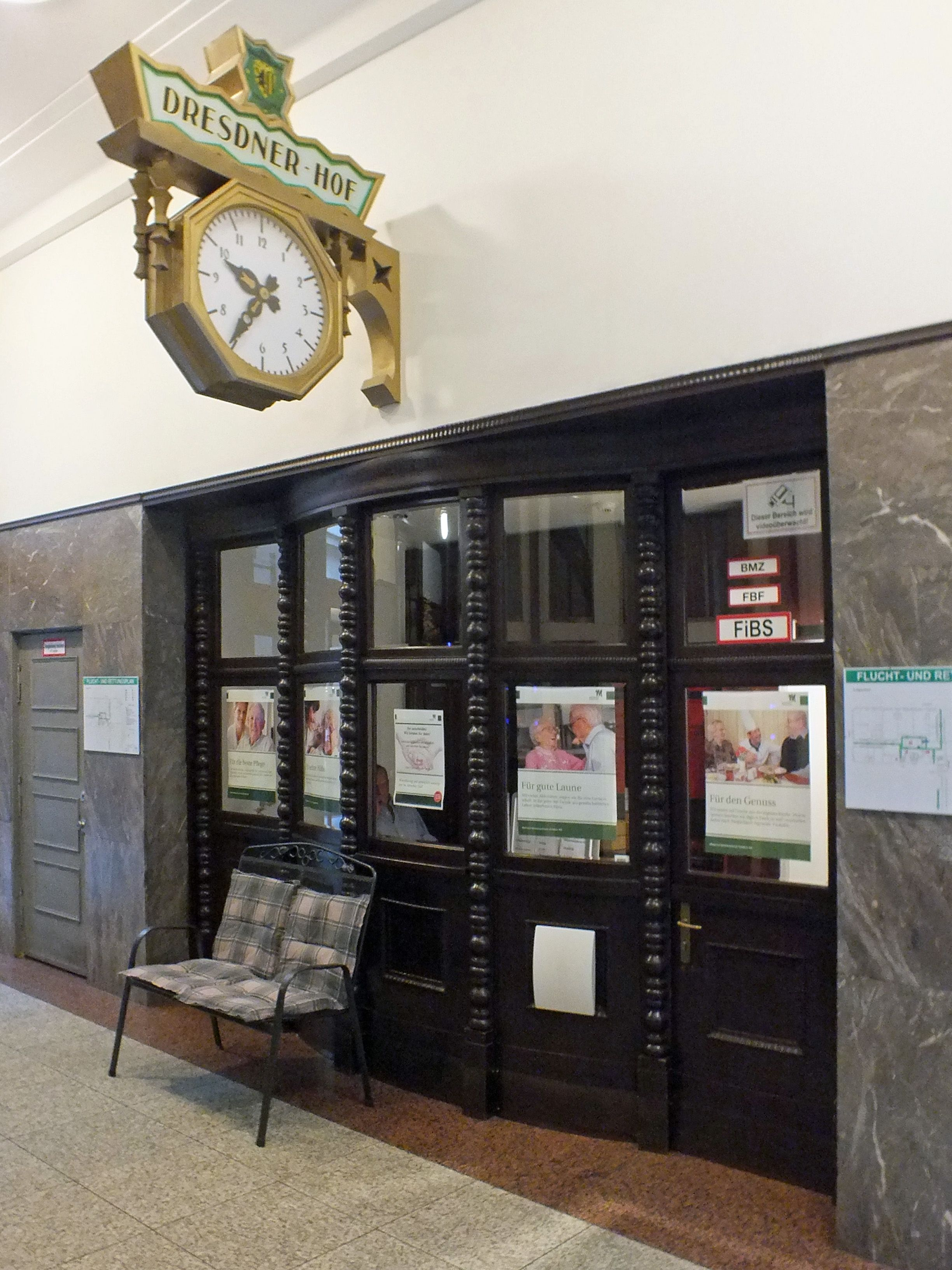
Alte Pförtnerloge
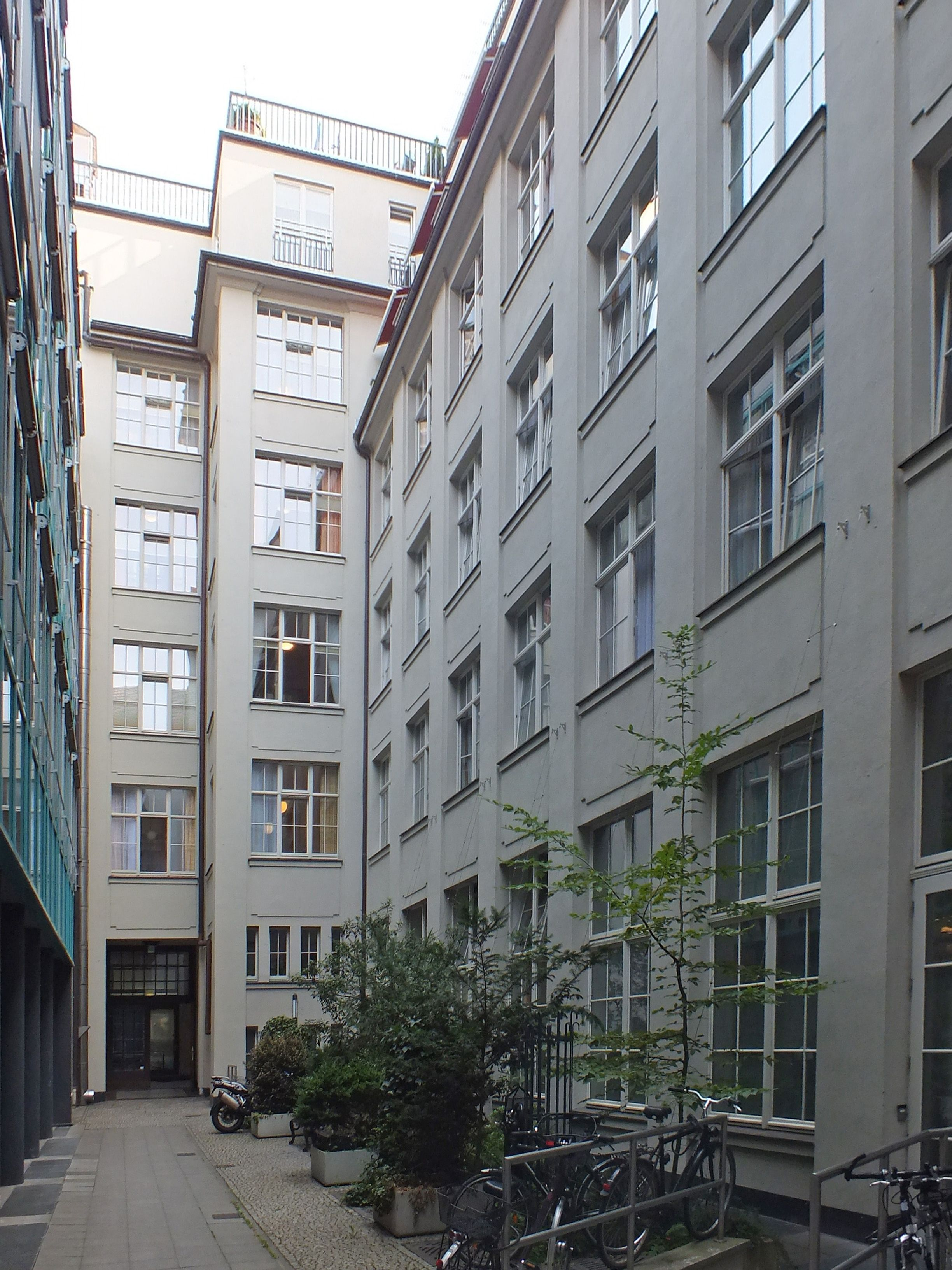
Hofflügel (rechts)